# Melonie Diaz
Melonie Diaz (New York, 25 aprile 1984) è un'attrice statunitense.

## Biografia
Nata a New York da genitori portoricani, nel 2005 recitò in Lords of Dogtown di Catherine Hardwicke e in Guida per riconoscere i tuoi santi di Dito Montiel. Per quest'ultimo viene candidata all'Independent Spirit Award per la miglior attrice non protagonista. Nel 2008 invece è nel cast di Be Kind Rewind - Gli acchiappafilm di Michel Gondry e nel 2018 entra a far parte del cast di Streghe nel ruolo della prescelta Melanie Vera.

## Filmografia parziale

### Cinema
- Double Whammy, regia di Tom DiCillo (2001)
- Lords of Dogtown, regia di Catherine Hardwicke (2005)
- Guida per riconoscere i tuoi santi (A Guide to Recognizing Your Saints), regia di Dito Montiel (2006)
- Itty Bitty Titty Committee, regia di Jamie Babbit (2007)
- Hamlet 2, regia di Andrew Fleming (2008)
- The Assassination - Al centro del complotto (Assassination of a High School President), regia di Brett Simon (2008)
- Be Kind Rewind - Gli acchiappafilm (Be Kind Rewind), regia di Michel Gondry (2008)
- Prossima fermata Fruitvale Station (Fruitvale Station), regia di Ryan Coogler (2013)
- Mr Cobbler e la bottega magica (The Cobbler), regia di Thomas McCarthy (2014)
- The Belko Experiment, regia di Greg McLean (2016)
- And Then I Go, regia di Vincent Grashaw (2017)
- Truffatori in erba (Gringo), regia di Nash Edgerton (2018)
- La prima notte del giudizio (The First Purge), regia di Gerard McMurray (2018)

### Televisione
- Queens Supreme - serie TV, 1 episodio (2003)
- Law & Order - I due volti della giustizia - serie TV, 1 episodio (2003)
- Nip/Tuck - serie TV, 3 episodi (2010)
- CSI: Miami - serie TV, 1 episodi (2010)
- Rizzoli & Isles - serie TV, 1 episodi (2010)
- Person of Interest - serie TV, 1 episodio (2011)
- Girls - serie TV, 1 episodio (2014)
- Elementary - serie TV, 1 episodio (2017)
- Room 104 - serie TV, 1 episodio (2017)
- The Breaks - serie TV, 8 episodi (2017)
- Streghe - serie TV (2018-2022)

## Doppiatrici italiane
Nelle versioni in italiano dei suoi lavori, Melonie Diaz è stata doppiata da:
- Federica De Bortoli in Guida per riconoscere i tuoi santi, Be Kind Rewind - Gli Acchiappafilm, Prossima fermata Fruitvale Station
- Elena Perino in Lords of Dogtown, The Belko Experiment
- Chiara Gioncardi in Person of Interest, Room 104
- Laura Facchin in CSI: Miami
- Valentina Favazza in Mr Cobbler e la Bottega Magica
- Martina Felli in Truffatori in erba
- Perla Liberatori in Elementary
- Erica Necci in Streghe
- Flavia Altomonte in American Horror Stories